# Пожежа на олійних складах у кварталі Сан-Маркуола
«Пожежа на олійних складах у кварталі Сан-Маркуола» (італ. Incendio al deposito degli oli a San Marcuola) — картина італійського живописця Франческо Гварді (1712—1793), представника венеціанської школи. Створена у 1789 році. З 1972 року зберігається в колекції Галереї Академії у Венеції.

## Опис
Пожежа олійних складів у кварталі Сан-Маркуола (у венеційському гетто) сталася 28 листопада 1789 року. Гварді, якому на той момент було 78 років, вирушив на місце, аби зробити натурні начерки двох малюнків, один з яких нині зберігається у Музеї Коррер у Венеції, інший — у Метрополітен-музеї у Нью-Йорку. Саме з першого начерку була написана картина, що зберігається у Галереї Академії.
Художник зобразив останню фазу пожежі: вогонь перекинувся на сусідні зі складами будинки, висвітив стіни і дахи, на яких пожежники героїчно намагаються загасити полум'я. Передній план картини майже по всій горизонталі позначений спинами спочутливих перехожих (фігури людей зі спини виконані ще за канонами рококо, у той час, коли вже утверджувався неокласичний стиль). Сутінковий колорит написаний з гарячою палітрою відтінків червонуватого і золотавого кольорів, що передають жар вогню. Динамічний пензль художника з живим мазком, що переносить на полотно хаотичні пориви стіни полум'я, вільний і стрімкий. Гварді не намагався намалювати вогонь, а передати його руйнівну і всепоглинущу силу.
Це одне з останніх полотен Гварді і належить до документального жанру, до якого художник вже звертався у таких роботах, як «Підйом аеростата» і «Святкування з нагоди приїзду графа і графині Норд».